# Conasprella pagoda
El Conasprella pagoda es una especie de caracol de mar, un molusco gasterópodo marino en la familia Conidae, los caracoles cono y sus aliados.
Al igual que todas las especies dentro del género Conasprella, estos caracoles son depredadores y venenosos. Son capaces de "picar" a los seres humanos y seres vivos, por lo que debe ser manipulado con cuidado o no hacerlo en absoluto.

## Descripción
El tamaño de una concha de adulto varía entre 26 mm y 50 mm. La concha tiene forma de pera, amplio y angulado en la espaldilla, contraído hacia la base. La espiral del cuerpo está estrechamente surcada por todas partes, con el surcos estriados. Las crestas intermedias son redondeadas. La aguja es carinada, cóncava elevada, con un ápice agudo y estriado. El color de la concha es blanquecina, oscuramente de bandas dobles con nubes de color castaño claro, y la aguja maculada con lo mismo.

## Distribución
Esta especie se distribuye en el Océano Pacífico a lo largo de Japón, Vietnam, Filipinas, Nueva Caledonia.

## Galería

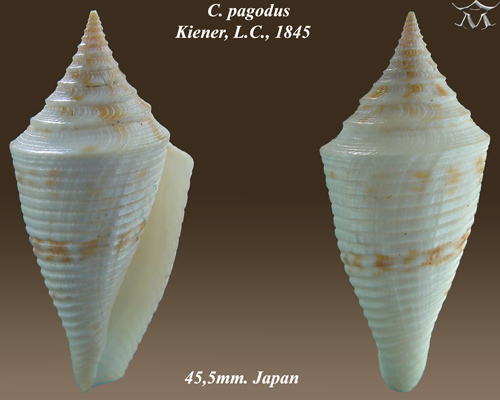
Conasprella pagoda Kiener, L.C., 1845
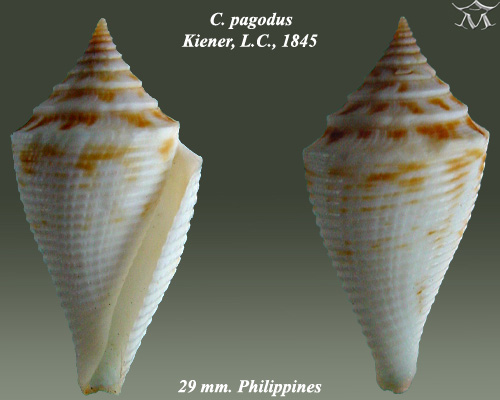
Conasprella pagoda Kiener, L.C., 1845